# گوران میلوویچ
گوران میلوویچ (کرواتی: Goran Milović؛ زادهٔ ۲۹ ژانویهٔ ۱۹۸۹) بازیکن فوتبال اهل کرواسی است.
از باشگاه‌هایی که در آن بازی کرده‌است می‌توان به باشگاه فوتبال اسپلیت، باشگاه فوتبال هایدوک اسپلیت، و باشگاه فوتبال چونگ‌کینگ دنگ‌دای لیفان اشاره کرد.
وی همچنین در تیم ملی فوتبال کرواسی بازی کرده‌است.